# Jeanne Shaheen
Pour les articles homonymes, voir Shaheen.
Cynthia Jeanne Shaheen, née Bowers le 28 janvier 1947 à Saint Charles (Missouri), est une femme politique américaine et ancienne enseignante qui sert depuis le 3 janvier 2009 comme sénatrice du New Hampshire. Membre du Parti démocrate, elle est la première femme sénatrice de l'histoire de l'État, la première femme gouverneure et la première femme de l'histoire des États-Unis à être élue gouverneure et sénatrice d'un État américain
Après avoir servi deux mandats au Sénat local, elle est élue Gouverneur du New Hampshire en 1996 avec 57,2 % des voix, avant d'être réélue en 1998 et 2000. En 2002, elle est candidate au Sénat des États-Unis  pour la première fois mais perd face au sortant républicain John Sununu. Elle devient alors directrice de l'Institut d'études politiques de l'université Harvard avant de démissionner en 2008 pour être de nouveau candidate au Sénat face à Sununu : elle l'emporte cette fois avec 51,59 % des voix.
Elle devient la première démocrate à servir comme sénatrice du New Hampshire depuis John A. Durkin (en) en 1981. En 2014, elle devient seulement la deuxième démocrate à être réélue sénatrice et la première depuis Thomas J. McIntyre (en) en 1972. Elle est réélue à un troisième mandat en 2020 avec 56,64 % des voix.
Le 13 mars 2025, elle annonce qu'elle ne sera pas candidate à un quatrième mandat lors des élections de 2026.

## Biographie

### Famille et études
Cynthia Jeanne Bowers naît le 28 janvier 1947 à Saint Charles, dans le Missouri, fille de Belle Ernestine (Stillings) et d'Ivan E. Bowers. Elle est une descendante à la 12e génération de la célèbre Amérindienne Pocahontas. Son époux, Bill Shaheen est un avocat et juge libano-américain. Ils ont 3 enfants. Elle a étudié dans un lycée de Selinsgrove, en Pennsylvannie, avant d'obtenir une licence en anglais de l'université de Shippensburg et un master de science politique à l'université du Mississippi. Elle enseigne au lycée dans le Mississippi avant de s'installer dans le New Hampshire en 1973, où elle continua l'enseignement, en plus de tenir une boutique vendant des bijoux d'occasion avec son mari.

### Début de carrière politique

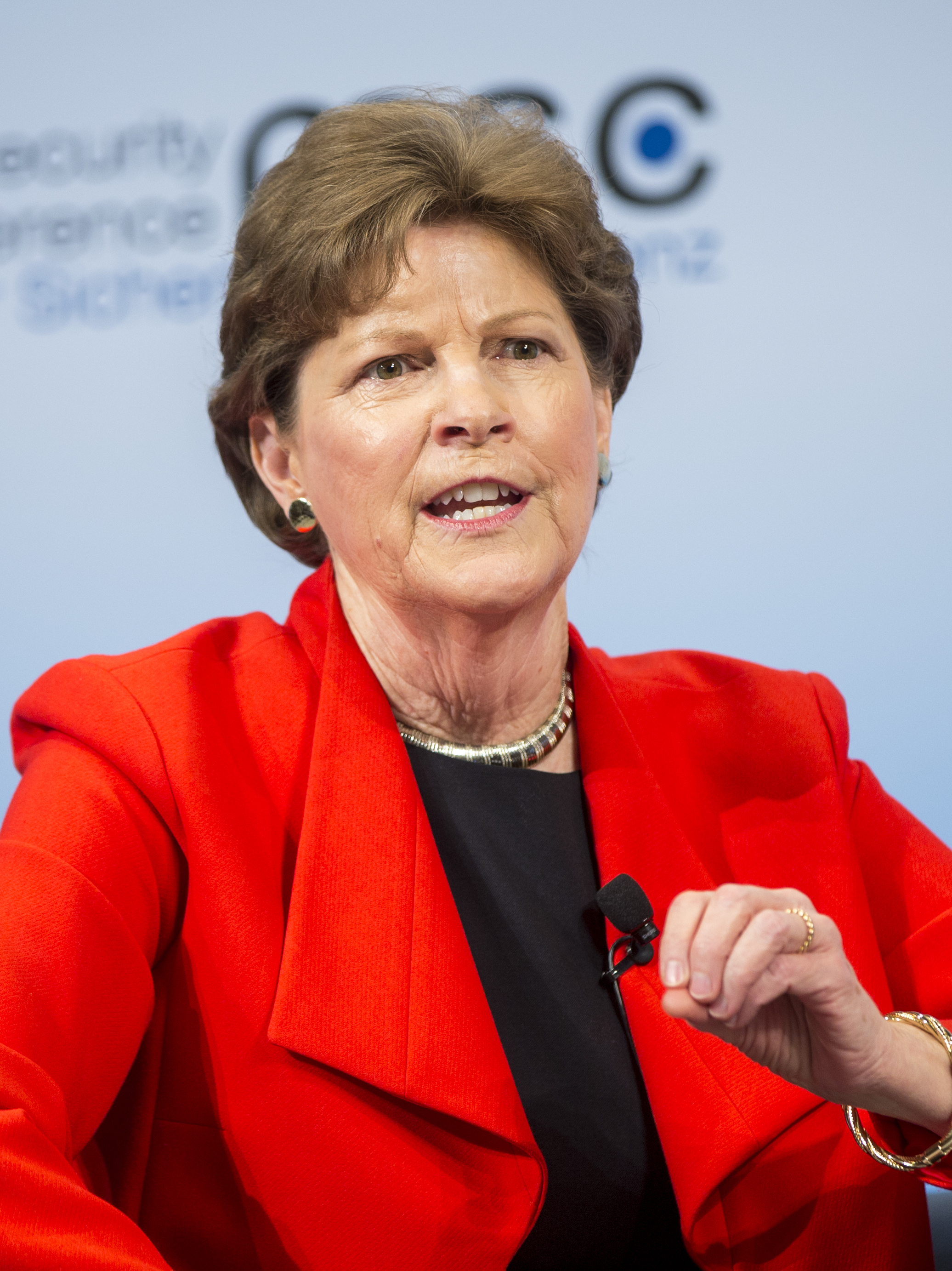
Shaheen à la Conférence de Munich sur la sécurité de 2017.

Membre du Parti démocrate, elle travaille sur de nombreuses campagnes, notamment la campagne présidentielle de Jimmy Carter en 1976 et comme directrice de la campagne présidentielle du sénateur Gary Hart dans le New Hampshire en 1984.
En 1990 elle est élue au Sénat local, pour le 21e district. Elle est élue gouverneure du New Hampshire en 1996 et réélue en 1998 et 2000.
En 2005, elle devient directrice de l'Institut politique de l'université Harvard succédant à l'ancien député et ministre de l'Agriculture fédéral Dan Glickman.

## Gouverneure du New Hampshire
Après que le gouverneur républicain sortant, Steve Merrill, ait annoncé son intention de ne pas briguer un troisième mandat, Shaheen annonce sa candidature. Elle se présente, d'après un portrait de PBS, comme une modérée et concentre sa campagne sur l'éducation, promettant d'étendre l'accès à la crèche pour les enfants de l'État. Son opposant républicain est justement le président du Conseil sur l'éducation de l'État (State Board of Education), Ovide M. Lamontagne. Elle l'emporte avec 57,2 % des voix, contre 39,52 % pour son adversaire.
Elle devient la première femme élue gouverneure du New Hampshire. Même si Vesta M. Roy avait rempli ce rôle après le décès du gouverneur, elle n'avait pas été élue et n'avait servi qu'une semaine.
Elle est réélue en 1998 avec 66,8 % des voix en 1998, devançant de plus de 35 points son opposant
En 1996 et 1998, elle promet de ne pas implémenter de nouvelles taxes si elle est élue. Elle ne renouvelle cependant pas cette promesse en 2000 et devient la première gouverneure à être réélue sans prendre cet engagement en 38 ans. En 2001 elle tente d'implémenter une taxe à la vente mais ce projet est rejeté par le Congrès local, à majorité républicaine.

## Engagement dans les campagnes présidentielles

### 2000
Pendant les primaires présidentielles démocrates, Jeanne Shaheen soutient Al Gore et son mari était son directeur de campagne dans l'État. D'après le New York Observer, ils furent indispensables dans la victoire serrée d'Al Gore face au sénateur du New Jersey voisin, Bill Bradley lors de la primaire.
Shaheen fut incluse dans la liste resserrée de colistiers potentiels d'Al Gore, aux côtés d'Evan Bayh (sénateur de l'Indiana), John Edwards (sénateur de Caroline du Nord), John Kerry (sénateur du Massachussetts), Dick Gephardt (chef de la minorité démocrate à la Chambre des représentants) et du candidat finalement sélectionné, Joe Lieberman, sénateur du Connecticut. Elle avait cependant indiqué dès le début qu'elle n'était pas intéressée par l'offre.

### 2004
En septembre 2003, alors qu'elle enseigne depuis peu à la prestigieuse université Harvard, elle est nommée comme directrice de la campagne présidentielle du sénateur John Kerry. Il remportera la primaire mais perdra l'élection générale face au sortant, le président George W. Bush. Le seul État que John Kerry gagnera qui avait été gagné par Bush en 2000 fut le New Hampshire.

## Sénat des États-Unis

### Élections

#### 2002
Après trois mandats de gouverneure, Jeanne Shaheen annonça qu'elle ne se représentait pas et était à la place candidate pour le Sénat des États-Unis. Le républicain John Sununu la défait par une marge de 4,4 points, avec 50,82 % des voix, contre 46,4 % pour Shaheen, une marge de 19 751 voix. Elle estima dans une interview à un journal local, le Concord Monitor, que sa défaite était « en partie due aux débats concernant sa prestation en tant que gouverneure ». Sununu avait en effet diffusé des vidéos de campagne dénonçant son plan qui proposait d'augmenter certains impôts et l'accusant d'avoir échoué à bien s'occuper des écoles locales.
Un scandale fut aussi jugé responsable par certains politiciens de sa défaite : le brouillage des lignes téléphoniques du Parti Démocrate local, qui les empêcha de mener complètement leurs campagnes. Deux personnes furent condamnées pour ces actions : le consultant politique Allen Raymond, qui avait brouillé lui-même les lignes, fût condamné à 5 mois de prison, tandis que le président du Parti républicain local au moment des faits, Charles McGee, fut condamné à 7 mois de prison.

#### 2008
En avril 2007, Shaheen rencontra le président de la majorité démocrate au Sénat, Harry Reid et le président du Comité de campagne sénatorial démocrate, Chuck Schumer, tous les deux l'assurant d'un important soutien financier si elle se présentait. Le 14 septembre 2007, elle annonça officiellement sa candidature avant de lancer sa campagne le lendemain depuis sa maison située à Mardbury.
Elle défait John Sununu par 6,3 points, obtenant 51,59 % des suffrages, contre 45,25 % pour le sénateur républicain sortant, un écart de 44 535 voix.

#### 2014
Shaheen fut candidate à sa réélection en 2014, face à l'ancien sénateur républicain du Massachussetts, le modéré Scott Brown
En mars 2014, Scott Brown annonça qu'il formait un comité exploratif pour être candidat face à Shaheen. Selon le Boston Herald, "les Républicains de l'État du granite [surnom du New Hampshire] traitent Shaheen d'hypocrite pour avoir demandé à ses adversaires républicains potentiels de ne pas se faire financer par de l'argent "extérieur", venant des lobbys de Washington D.C alors qu'elle-même remplit le coffre de guerre de sa campagne sur la Côte Ouest" (bastion démocrate) Scott Brown critiqua aussi Jeanne Shaheen pou être trop alignée avec le président, Barack Obama et de ne pas plus défendre les intérêts locaux.
En juin 2014, WMUR-TV (en) rapporta que Shaheen n'avait jamais publié ses déclarations de revenus au cours de ses 18 années de service public dans le New Hampshire. Shaheen a déclaré qu'elle n'exclurait pas de publier ses retours, mais qu'elle aimerait voir son adversaire le faire en premier.
Le soir des élections, alors même que son parti perdait le contrôle du Sénat, et perdait 9 sièges, les plus grosses pertes au Sénat pour le parti depuis 1980, Shaheen est réélue avec 51 % des voix contre 48 % pour Brown. Elle n'est que la deuxième Démocrate de l'histoire de l'État à remporter deux mandats au Sénat.

#### 2020
Shaheen a été réélue en 2020 avec 56,7 % des voix contre 40,9 % pour le candidat républicain Corky Messner, une marge de 15,6 % (elle fait 8 points de mieux que Joe Biden, le candidat démocrate à la présidentielle, qui remporte le New Hampshire avec 7,7 points d'avance). Elle est la première Démocrate du New Hampshire élue pour trois mandats complets au Sénat. Le seul autre Démocrate à avoir été élu plus d'une fois, Thomas J. McIntyre a servi le reste du dernier mandat de Styles Bridges avant d'être élu pour deux mandats à part entière, servant de 1962 à 1979.

### Mandats
Le 6 janvier 2009, Shaheen prêta serment au Sénat des États-Unis. En tant que sénatrice, elle a parrainé 288 projets de loi, dont cinq sont devenus des lois.
Le 6 janvier 2021, elle participait à la certification du décompte des voix du Collège électoral des États-Unis lorsque les partisans de Donald Trump ont pris d'assaut le Capitole des États-Unis. Elle a tweeté lors de l'attaque qu'elle et son équipe étaient en sécurité et que « nous ne serons pas empêchés de faire notre devoir constitutionnel ». Le lendemain de l'attaque, Shaheen a qualifié Trump « d'inapte à exercer ses fonctions » et a déclaré qu'elle soutenait une procédure de destitution par le Sénat.

#### Santé
En 2009, Shaheen s'est associée à la sénatrice républicaine du Maine Susan Collins pour présenter la Medicare Transitional Care Act, qui fournit des soins de suivi aux patients hospitalisés sortis afin de réduire les réhospitalisations. Le projet de loi est adopté en 2010 et des recherches à l'Université de Pennsylvanie ont prédit que la mesure réduirait le coût des soins de santé jusqu'à 5 000 $ par bénéficiaire de Medicare tout en améliorant la qualité des soins de santé et en réduisant les réhospitalisations.
En décembre 2009, Shaheen a voté pour la loi sur la protection des patients et les soins abordables (PPACA ; communément appelée Obamacare ou loi sur les soins abordables).
En août 2019, Shaheen était l'une des 19 sénateurs à signer une lettre au secrétaire américain au Trésor, Steve Mnuchin et au secrétaire américain à la Santé et aux Services sociaux, Alex Azar demandant des données à l'administration Trump afin d'aider les États et le Congrès à comprendre les conséquences potentielles du procès Texas v. United States Affordable Care Act (qui visait à annuler l'ObamaCare), écrivant qu'une refonte du système de santé actuel créerait "un énorme trou dans les portefeuilles des personnes que nous servons et ruinerait les budgets des États".
En octobre 2019, Shaheen était l'une des 27 sénateurs à signer une lettre au chef de la majorité républicaine au Sénat, Mitch McConnell, et au chef de la minorité démocrate, Chuck Schumer, préconisant l'adoption de la loi CHIME (Community Health Investment, Modernization, and Excellence), qui devait expirer le mois suivant. Les sénateurs ont averti que si le financement du Community Health Center Fund (CHCF) devait expirer, cela "entraînerait environ 2 400 fermetures de sites, 47 000 emplois perdus et menacerait les soins de santé d'environ 9 millions d'Américains".

#### Fiscalité
Le 11 octobre 2011, Shaheen a voté pour soutenir un projet de loi qui prévoyait 446 milliards de dollars de dépenses pour les infrastructures et les écoles et prévoyait un financement pour les gouvernements des États et locaux, ainsi qu'une extension de la déduction des charges sociales. Les dépenses auraient été payées par une surtaxe de 5,6 % sur les revenus supérieurs à 1 million de dollars. Le projet de loi n'a pas réussi à obtenir la clôture à cause d'un filibuster (procédure d'obstruction utilisée par la minorité).

#### Armes à feu
Shaheen soutient de rendre illégal pour les personnes figurant sur la liste de surveillance des terroristes d'acheter des armes à feu et a voté en faveur d'un projet de loi proposant d'étendre les contrôles d'antécédents pour les achats d'armes à feu. Elle a également voté pour interdire les chargeurs de grande capacité de plus de 10 balles. En 2016, elle a participé au filibuster en faveur de mesure de contrôle des armes à feu du sénateur démocrate du Connecticut Chris Murphy, à la suite de la fusillade dans la boîte de nuit d'Orlando. Shaheen déclara que "les moments de sympathie ne suffisent pas" et que des lois de bon sens sur les armes à feu doivent être promulguées.

#### Énergie
À la suite de la marée noire de BP dans le golfe du Mexique en 2010, Shaheen a proposé de supprimer le Minerals Management Service, l'agence gouvernementale américaine chargée de réglementer le forage en mer, arguant que les réformes avaient été insuffisantes et qu'une nouvelle agence était nécessaire. Shaheen a également proposé une législation donnant à la commission bipartisane du président BP Oil Spill le pouvoir d'assigner à comparaître dans son enquête. Elle a soutenu que le pouvoir d'assignation était nécessaire pour éviter une autre catastrophe de ce type, soulignant les coûts économiques du déversement de pétrole pour la région de la côte du Golfe et l'économie américaine dans son ensemble.
Le 28 avril 2014, Shaheen a présenté la loi de 2014 sur les économies d'énergie et la compétitivité industrielle (S. 2262 ; 113e Congrès), un projet de loi visant à améliorer l'utilisation efficace de l'énergie.
En mars 2019, Shaheen était l'une des co-parrains originaux d'un projet de loi bipartisan visant à obliger l'Agence de protection de l'environnement à déclarer les substances per- et polyfluoroalkyles (PFAS) comme des substances dangereuses pouvant être traitées avec des fonds de nettoyage via la loi EPA "Superfund" et exiger que les pollueurs paient pour l'assainissement dans l'année suivant l'adoption du projet de loi.
Shaheen s'est opposé au Nord Stream 2, un gazoduc destiné à acheminer du gaz naturel de la Russie vers l'Allemagne.

#### Guerre en Irak
En 2002, lorsque Shaheen a perdu de justesse face à Sununu, les deux ont soutenu l'invasion de l'Irak en 2003 et le "changement de régime" pour l'Irak.
Shaheen a déclaré qu'elle en était venue à soutenir la politique de destitution de Saddam Hussein du pouvoir après avoir rencontré l'ancien conseiller à la sécurité nationale de l'administration Clinton, Sandy Berger. Selon le Concord Monitor et l'Associated Press, le problème a joué un rôle mineur dans l'élection.
Shaheen a ensuite remis en question la manière dont George W. Bush gérait la situation en Irak. Dans une interview télévisée de septembre 2004 en tant que présidente de la campagne présidentielle de Kerry, elle a déclaré :
« George [W.] Bush nous a emmenés dans la mauvaise direction. Il nous a induits en erreur dans la guerre en Irak. Cette guerre ne nous a pas rendus plus sûrs et plus en sécurité chez nous... Vous savez, nous n'avons pas stabilisé l'Afghanistan. Nous n'avons pas stabilisé l'Irak. Il n'y a aucun plan pour gagner la paix. »
Le 28 juillet 2004, alors qu'elle était présidente de la campagne Kerry-Edwards, Shaheen a répondu à des questions sur son soutien antérieur à la guerre en Irak lors d'une interview sur C-SPAN.
George W. Bush a déclaré que la raison pour laquelle nous devions faire la guerre en Irak, la raison pour laquelle nous devions renverser Saddam Hussein, c'était parce qu'il avait des armes de destruction massive, des armes qui pouvaient être utilisées contre ce pays, parce qu'il avait des liens à al-Qaïda et aux terroristes responsables de la tragédie du 11 septembre. Ce que nous savons maintenant et ce que George Bush et Dick Cheney ont admis, c'est qu'en fait Saddam Hussein n'avait pas d'armes de destruction massive. (...) Les liens avec al-Qaïda dont parlait le président n'étaient pas là. (...) Bien que j'apprécie qu'il y ait eu un effort pour faire croire aux gens dans ce pays qu'[il y avait un lien] (...) le fait est que ce n'est pas vrai.

#### Guerre en Afghanistan
Shaheen s'était opposée au retrait des troupes américaines d'Afghanistan à l'été 2021 décidé par le président Joe Biden

#### Droits LGBT
Shaheen s'est initialement opposée au mariage homosexuel en tant que gouverneur du New Hampshire, mais en 2009, elle s'est prononcée en faveur du mariage pour les couples homosexuels. Elle a également voté en faveur de l'abrogation du Don't ask, don't tell (« Ne demandez pas, n'en parlez pas ») en vigueur dans l'armée américaine et soutient la reconnaissance par le gouvernement des conjoints de même sexe des militaires et autres membres du personnel gouvernemental.

#### Salaire minimum
Le 5 mars 2021, Shaheen a voté contre l'amendement de Bernie Sanders visant à inclure un salaire minimum de 15 $/heure dans l'American Rescue Plan Act de 2021.

## Historique électoral
| Année | Jeanne Shaheen | Rép    | Libertarien | Aucun  |
| ----- | -------------- | ------ | ----------- | ------ |
| Année |                |        |             |        |
| 2002  | 46,4 %         | 50,8 % | 2,2 %       | —      |
| 2008  | 51,6 %         | 45,3 % | 3,1 %       | —      |
| 2014  | 51,5 %         | 48,2 % | —           | 0,33 % |
| 2020  | 56,6 %         | 41 %   | 2,3 %       |        |